# Adolfo Ruiz Cortines
Adolfo Ruiz Cortines va néixer al port de Veracruz el 30 de desembre de 1889. Va ser president constitucional de Mèxic de 1952 a 1958, i va morir a la seva ciutat natal el 3 de desembre de 1973.
El 1913 es va incorporar a la lluita de la Revolució Mexicana. Es va retirar de l'exèrcit el 1926. Va treballar al departament d'Estadística Nacional, on va romandre fins al 1935. Va iniciar la seva carrera política com a oficial major del Departament del Districte Federal. Va ocupar els càrrecs diputat federal per Tuxpan (1937), oficial major de la Secretaria de Governació (Ministeri d'Interior, 1940) i governador del seu estat natal (1944-1950). Va ser secretari de Governació de 1950 a 1952, posició des de la qual va arribar a la presidència del país. El seu govern va posar les bases per al desenvolupament de la despesa pública, mínim endeutament extern, obertura a la inversió estrangera, baixos salaris i estabilització de preus. Durant el seu govern es van crear mecanismes de distribució de productes bàsics de consum popular. També, es va atorgar el vot a la dona. Al final del seu període es van produir mobilitzacions de mestres en protesta pels baixos salaris i el control sindical.